# Elezioni parlamentari in Slovacchia del 1992
Le elezioni parlamentari in Slovacchia del 1992 si tennero il 5 e il 6 giugno per il rinnovo del Consiglio nazionale. In seguito all'esito elettorale, Vladimír Mečiar, espressione del Partito Popolare - Movimento per una Slovacchia Democratica, divenne Presidente del Governo; nel 1994 fu sostituito da Jozef Moravčík, esponente dell'Unione Democratica di Slovacchia.

## Risultati
| Liste                                                                     | Voti      | %     | Seggi |
| ------------------------------------------------------------------------- | --------- | ----- | ----- |
| Movimento per una Slovacchia Democratica                                  | 1 148 625 | 37,26 | 74    |
| Partito della Sinistra Democratica                                        | 453 203   | 14,70 | 29    |
| Movimento Cristiano-Democratico                                           | 273 945   | 8,89  | 23    |
| Partito Nazionale Slovacco                                                | 244 527   | 7,93  | 15    |
| Movimento Cristiano-Democratico Ungherese - Coesistenza                   | 228 885   | 7,42  | 14    |
| Unione Democratica Civica                                                 | 124 503   | 4,04  | –     |
| Partito Socialdemocratico di Slovacchia                                   | 123 426   | 4,00  | –     |
| Partito Democratico - Partito Democratico Civico                          | 102 058   | 3,31  | –     |
| Movimento Cristiano-Democratico Slovacco                                  | 94 162    | 3,05  | –     |
| Partito Civico Ungherese                                                  | 70 689    | 2,29  | –     |
| Partito dei Verdi in Slovacchia                                           | 66 010    | 2,14  | –     |
| Partito dei Verdi (Repubblica Ceca)                                       | 33 372    | 1,08  | –     |
| Partito del Lavoro e della Sicurezza                                      | 29 818    | 0,97  | –     |
| Partito Comunista Slovacchia '91                                          | 23 349    | 0,76  | –     |
| Iniziativa Civica Rom                                                     | 18 343    | 0,60  | –     |
| Raggruppamento per la Repubblica - Partito Repubblicano di Cecoslovacchia | 10 069    | 0,33  | –     |
| Partito della Libertà - Partito di Unificazione Nazionale                 | 9 414     | 0,31  | –     |
| Partito Popolare Slovacco                                                 | 9 129     | 0,30  | –     |
| Movimento per la Liberazione della Slovacchia                             | 7 169     | 0,23  | –     |
| Movimento per la Democrazia Autonoma - Società per la Moravia e la Slesia | 3 986     | 0,13  | –     |
| Movimento per la Giustizia Sociale                                        | 3 411     | 0,11  | –     |
| Liberali Nazionali                                                        | 2 500     | 0,08  | –     |
| Movimento per la Libertà di Parola - Unione Repubblicana Slovacca         | 2 103     | 0,07  | –     |
| Totale                                                                    | 3 082 696 | 100   | 150   |